# ديلي ألورونداري
ديلي ألورونداري (بالإنجليزية: Dele Olorundare)‏ (1 ديسمبر 1992 في نيجيريا - ) هو لاعب كرة قدم نيجيري في مركز الهجوم. لعب مع صن شاين ستارز وTKİ Tavşanlı Linyitspor ‏.

## روابط خارجية
- ديلي ألورونداري على موقع اتحاد تركيا (لاعب) (الإنجليزية)
- ديلي ألورونداري على موقع قاعدة بيانات كرة القدم.إي يو (الإنجليزية)
- ديلي ألورونداري على موقع عالم كرة القدم.نت (الإنجليزية)